# Sherlock Holmes versus Jack the Ripper
Sherlock Holmes versus Jack the Ripper (cu sensul de Sherlock Holmes versus Jack Spintecătorul) este un joc video de aventură pentru Microsoft Windows și Xbox 360, dezvoltat de Frogwares.  Este al cincilea joc din seria de jocuri de aventură Sherlock Holmes dezvoltat de Frogwares. Jocul are loc districtul Whitechapel din Londra în anul 1888, locul istoric în care au avut loc crimele lui Jack Spintecătorul.
După versiunea remastered a jocului Sherlock Holmes: The Awakened, Sherlock Holmes versus Jack the Ripper oferă jucătorului posibilitatea de a juca în perspectiva third-person în plus față de perspectiva first-person.  Versiunea în limba franceză a jocului a fost lansată la 30 aprilie 2009 sub denumirea Sherlock Holmes contre Jack l'Éventreur. Versiunea în limba engleză a fost lansată pe 24 mai.